# Gustovara
Gustovara (cyr. Густовара) – wieś w Bośni i Hercegowinie, w Republice Serbskiej, w gminie Mrkonjić Grad. W 2013 roku liczyła 208 mieszkańców.